# Filippo Pozzato
Filippo Pozzato (Sandrigo, Italia, 10 de septiembre de 1981) es un ciclista italiano.
Fue profesional desde el año 2000, cuando debutó con el equipo belga del Mapei-Quick Step, hasta 2018, defendiendo los últimos años los colores del Wilier Triestina-Selle Italia.

## Biografía
Pippo Pozzato destacó en 2003 con tan sólo 21 años, ganando la Tirreno-Adriático. En 2004 ganó una etapa en el Tour de Francia en Saint-Brieuc. Al año siguiente ganó, el 31 de julio de 2005, la HEW Cyclassics en Hamburgo, Alemania, y terminó el 2.º del Campeonato de Italia de Ciclismo en Ruta. En 2006 tuvo un gran comienzo ya que ganó la Milán-San Remo, una de las clásicas más famosas del mundo, y más antigua. El 12 de julio de 2007 consiguió su segunda victoria de etapa en el Tour de Francia, ganando al esprint la 5.ª etapa con final en Autun.
Pozzato era un corredor capaz de brillar en muchos tipos de carreras, incluyendo la media montaña. Él tenía una buena punta de velocidad, e incluso se metía en los esprints masivos. Las subidas largas y los altos porcentajes era lo menos adecuados para él. En las etapas de montaña de las grandes vueltas, a menudo un líder del grupetto: era el que controlaba el grupo de los que solo querían acabar la etapa y ayudaba a los ciclistas que no superan bien la montaña a llegar a tiempo.[cita requerida] También es un cazador de clásicas sea cual sea el terreno, tanto en los valles como en adoquines. Como prueba de ello cabe destacar el segundo lugar en la París-Roubaix 2009.
En 2010 participó en el Giro de Italia donde ganó la decimocuarta etapa y terminó segundo en la novena. Posteriormente participó en la Vuelta a España, donde terminó tercero en la decimonovena etapa por detrás de Philippe Gilbert y de Tyler Farrar.
El 3 de octubre de 2010 terminó cuarto en la prueba de en línea del Campeonato del Mundo en Melbourne, derrotado en el esprint final por el noruego Thor Hushovd, el danés Matti Breschel y el australiano Allan Davis.
El 18 de diciembre de 2018 anunció su retirada del ciclismo tras diecinueve temporadas como profesional y con 37 años de edad.

## Palmarés
| 2002 - Vuelta a Cuba, más 1 etapa - Giro del Lago Maggiore - 4 etapas del Tour de Normandía - 2 etapas del Tour de Eslovenia - 1 etapa del Tour de Bohemia - 2 etapas del Tour del Porvenir - 2.º en el Campeonato de Italia Contrarreloj - Dúo Normando (haciendo pareja con Yevgeni Petrov) 2003 - Trofeo Laigueglia - Vuelta al Etna - Tirreno-Adriático, más 1 etapa - Trofeo Matteotti - 2.º en el Campeonato de Italia en Ruta 2004 - Giro de la Liguria - Trofeo Laigueglia - 1 etapa del Tour de Francia 2005 - Giro de Lazio - Vattenfall Cyclassics - 1 etapa de la Vuelta a Alemania - 2.º en el Campeonato de Italia en Ruta 2006 - Milán-San Remo - 1 etapa de la Vuelta a Gran Bretaña 2007 - Tour de Haut-Var - Gante-Lokeren - Het Volk - 1 etapa del Tour de Francia - Trofeo Matteotti - 1 etapa del Tour de Polonia - G. P. Industria y Comercio de Prato | 2008 - Giro de la Provincia de Grosseto, más 1 etapa - 3.º en el Campeonato de Italia en Ruta 2009 - E3-Prijs Harelbeke - 1 etapa de los Tres días de La Panne - Campeonato de Italia en Ruta - Giro del Veneto - Memorial Cimurri - Coppa Placci 2010 - 1 etapa del Giro de Italia 2011 - Gran Premio Bruno Beghelli 2012 - Gran Premio Industria y Artigianato-Larciano 2013 - Trofeo Laigueglia - Coppa Agostoni - Gran Premio de Plouay 2016 - 3.º en el Campeonato de Italia en Ruta |

## Resultados en Grandes Vueltas y Campeonatos del Mundo
| Carrera              | Carrera              | 2000 | 2001 | 2002 | 2003 | 2004  | 2005 | 2006  | 2007 | 2008 | 2009  | 2010 | 2011 | 2012 | 2013  | 2014 | 2015  | 2016  | 2017  | 2018 |
| -------------------- | -------------------- | ---- | ---- | ---- | ---- | ----- | ---- | ----- | ---- | ---- | ----- | ---- | ---- | ---- | ----- | ---- | ----- | ----- | ----- | ---- |
|                      | Giro de Italia       | —    | —    | —    | —    | —     | 84.º | —     | —    | —    | Ab.   | 45.º | —    | Ab.  | 120.º | —    | —     | 115.º | 104.º | —    |
|                      | Tour de Francia      | —    | —    | —    | —    | 116.º | —    | 131.º | Ab.  | 65.º | 100.º | —    | —    | —    | —     | —    | 125.º | —     | —     | —    |
|                      | Vuelta a España      | —    | —    | —    | —    | —     | —    | —     | —    | Ab.  | —     | Ab.  | —    | —    | —     | Ab.  | —     | —     | —     | —    |
| Mundial en Ruta      | Mundial en Ruta      | —    | —    | —    | —    | —     | 53.º | 51.º  | 51.º | —    | 21.º  | 4.º  | —    | —    | 17.º  | —    | —     | —     | —     | —    |
| Mundial Contrarreloj | Mundial Contrarreloj | —    | —    | 14.º | —    | —     | —    | —     | —    | —    | —     | —    | —    | —    | —     | —    | —     | —     | —     | —    |

—: no participa
Ab.: abandono

## Equipos

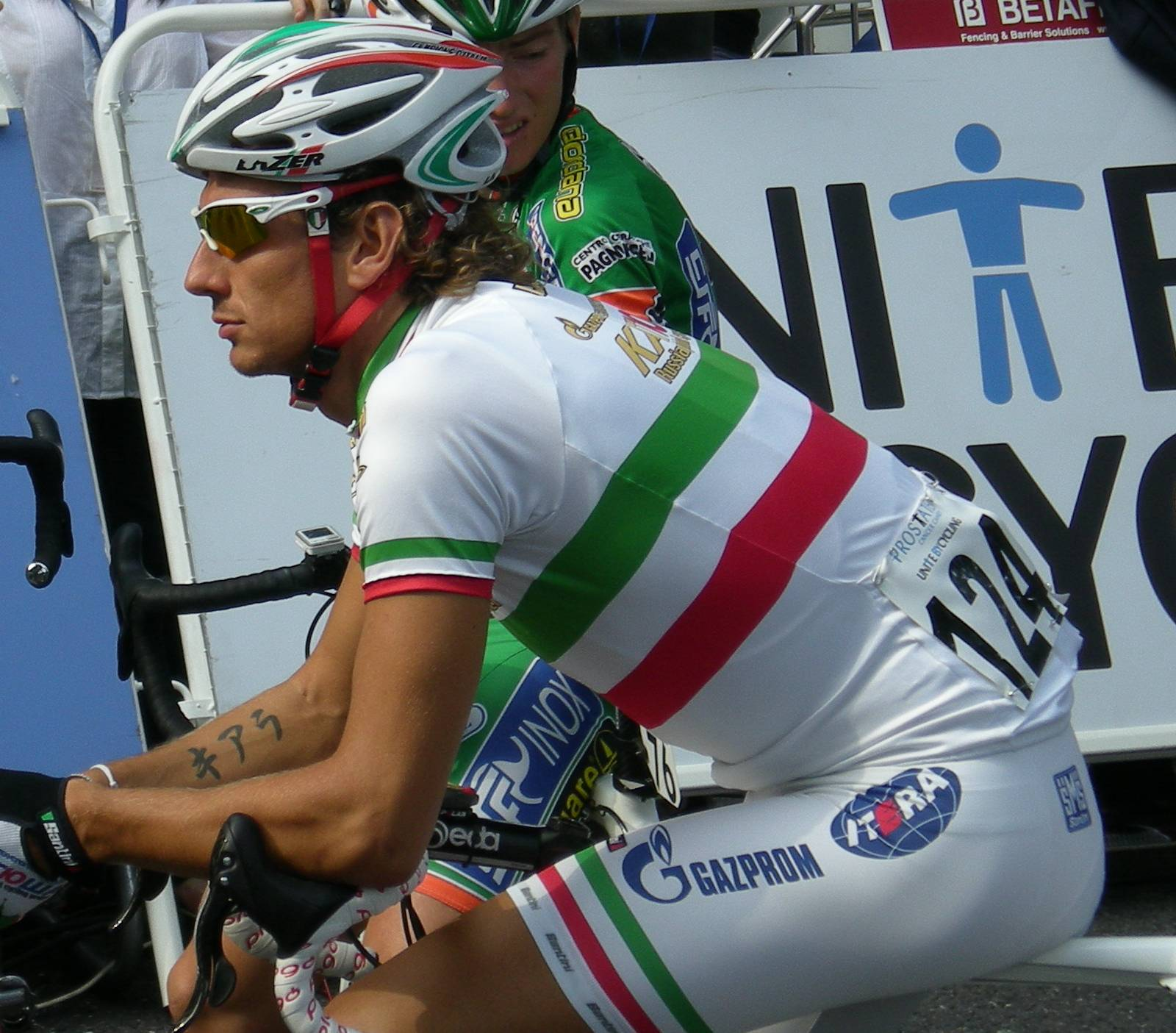
Filippo Pozzato como campeón de Italia.

- Mapei-Quick Step (2000-2002)
- Fassa Bortolo (2003-2004)
- Quick Step-Innergetic (2005-2006)
- Liquigas (2007-2008)
- Team Katusha (2009-2011)
- Farnese Vini-Selle Italia (2012)
- Lampre-Merida (2013-2015)
- Southeast/Wilier  (2016-2018)
  - Wilier-Southeast (2016)
  - Wilier Triestina-Selle Italia (2017-2018)